# Marcus Thornton
Marcus Thornton (Baton Rouge, 5 de junho de 1987) é um jogador norte-americano de basquete profissional que atuou na  National Basketball Association (NBA). Foi o número 43 do Draft de 2009.